# Roman Jemieljanow
Roman Pawłowicz Jemieljanow, ros. Роман Павлович Емельянов (ur. 10 marca 1992 w Pawłowo, w obwodzie niżnonowogrodzkim, Rosja) – rosyjski piłkarz, grający na pozycji napastnika.

## Kariera piłkarska

### Kariera klubowa
Wychowanek klubów DJuSSz w Pawłowo i Akademii im. Konoplowa. W 2008 rozpoczął karierę piłkarską w FK Togliatti. W 2010 został zaproszony do Szachtara Donieck. W sierpniu 2010 został wypożyczony do Zorii Ługańsk. W sierpniu 2011 ponownie został wypożyczony, tym razem do FK Rostów, a w czerwcu 2012 roku do Illicziwca Mariupol. 27 lutego 2014 roku ponownie został wypożyczony do FK Rostów. 1 września 2014 został wypożyczony do Urału Jekaterynburg.

### Kariera reprezentacyjna
Występował w juniorskiej reprezentacji U-19. Od 2011 zawodnik młodzieżówki.